# Map Room

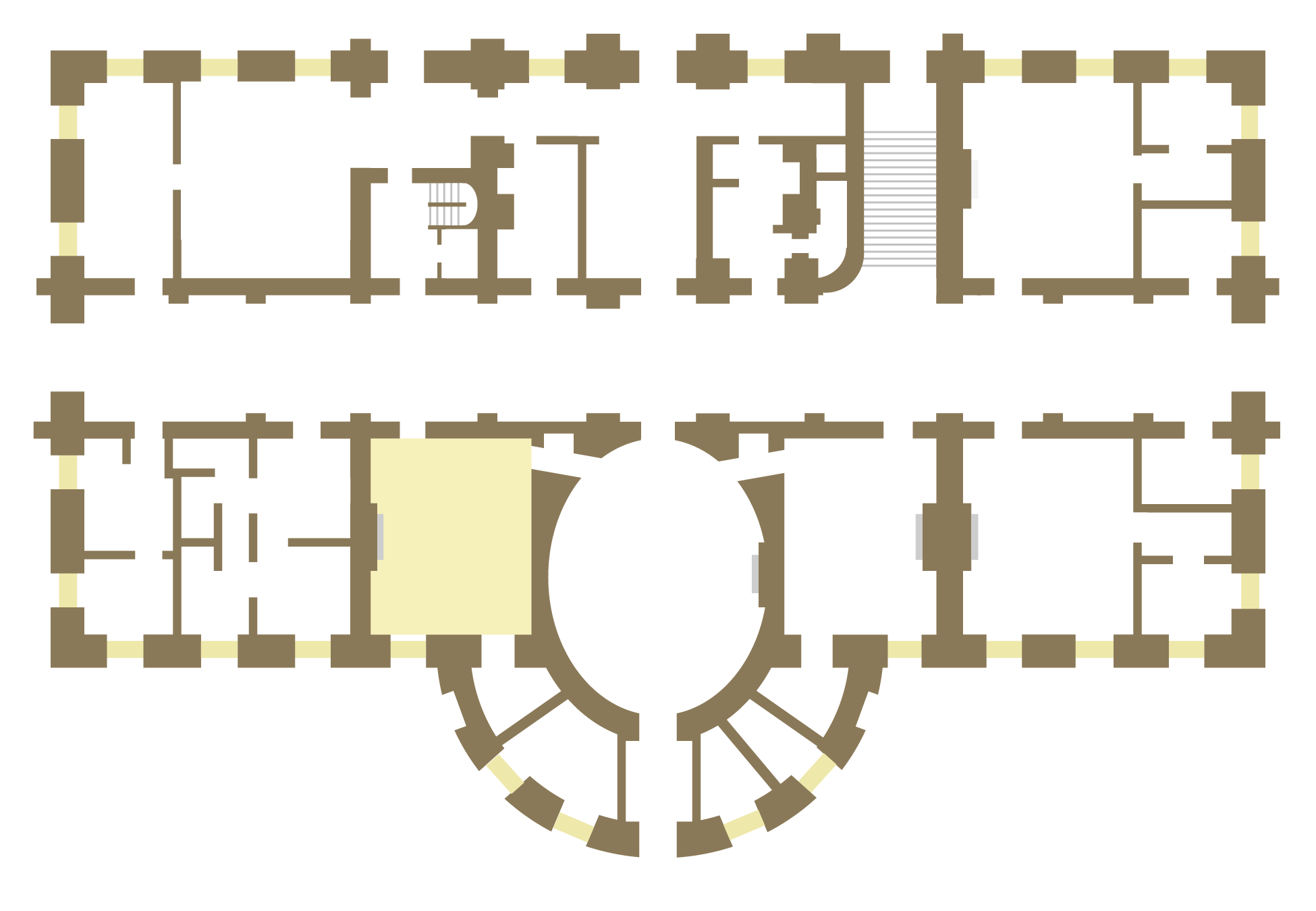
Sala Map na planie parteru Rezydencji Wykonawczej

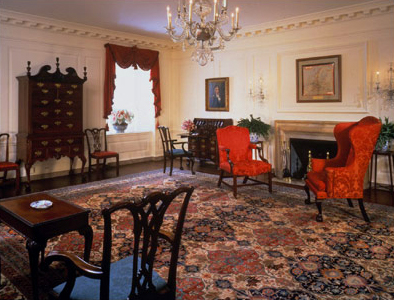
Sala Map z wystrojem z roku 1994, w czasie administracji prezydenta Billa Clintona

Map Room (Sala Map) – jedno z pomieszczeń w Białym Domu, zlokalizowane na parterze Rezydencji Wykonawczej. Do czasów prezydentury Theodora Roosevelta służyło prezydentom jako prywatny pokój bilardowy. Następnie zostało zamienione w jedną z sal oficjalnych. Podczas II wojny światowej prezydent Franklin Delano Roosevelt zapoznawał się tam z mapami pokazującymi aktualną sytuację na frontach i wydawał dyspozycje armii – stąd wzięła się dzisiejsza nazwa sali. W czasie zarządzonej przez prezydenta Trumana przebudowy Białego Domu został mu nadany wystrój naśladujący styl angielski z końca XVIII wieku. Przez pewien czas mieściło się tam biuro kuratora Białego Domu, odpowiedzialnego za utrzymanie prezydenckiej kolekcji dzieł sztuki.
17 sierpnia 1998 prezydent Bill Clinton – jako pierwsza w historii USA urzędująca głowa państwa – składał w Sali Map zeznania pod przysięgą w sprawie tzw. afery rozporkowej. Przesłuchiwał go specjalny prokurator Kenneth Starr, zaś zeznania były nagrywane, a później zostały wyemitowane w telewizji. 21 stycznia 2009 prezydent Barack Obama złożył w Sali Map powtórną przysięgę prezydencką. Poprzedniego dnia – podczas jego oficjalnej inauguracji na Kapitolu – w wyniku błędu przewodniczącego Sądu Najwyższego Johna Robertsa, przysięga została złożona w nieco innym brzmieniu niż przewidziane w konstytucji. Aby wykluczyć wszelkie wątpliwości, Roberts ponownie zaprzysiężył Obamę podczas kameralnej uroczystości bez udziału mediów.